# Portugália Airlines
A Portugália Airlines, também conhecida simplesmente por Portugália ou PGA, é uma companhia aérea regional que pertence ao Grupo TAP desde 2007 com base em Lisboa, Portugal. Fundada em 1988 como uma empresa de transporte aéreo independente, opera voos domésticos e internacionais (curto e médio curso) de Lisboa e Porto, sob a marca TAP Express e com recurso a aviões Embraer 190/5.
Entre 2001 e 2006 a PGA foi reconhecida pela Skytrax, como Melhor Companhia Aérea Regional da Europa. Em 2017 recebeu da ERA o prémio de Best Airline of the Year.  A 14 de Janeiro de 2016 foi anunciada a marca TAP Express, que veio assim substituir a marca PGA - Portugália Airlines, bem como a total renovação da frota.

## História
A PGA - Portugália Airlines foi criada a 25 de Julho de 1988, mas apenas dois anos mais tarde deu início à  sua atividade, devido ao atraso da liberalização do transporte aéreo em Portugal. O primeiro voo foi realizado a 7 de Julho de 1990, de Lisboa para Porto. No mesmo dia a companhia voou para Faro. Os seus voos internacionais começaram em Junho de 1992, com voos regulares para Colónia, Turim e Estrasburgo.

Em 1993, a Portugália apresentou lucros, depois dos prejuízos esperados nos primeiros anos de atividade. Dois anos depois a transportadora possuía já uma frota de seis aviões Fokker F100, tendo adquirido oito Embraer ERJ-145 no final da década de 1990.

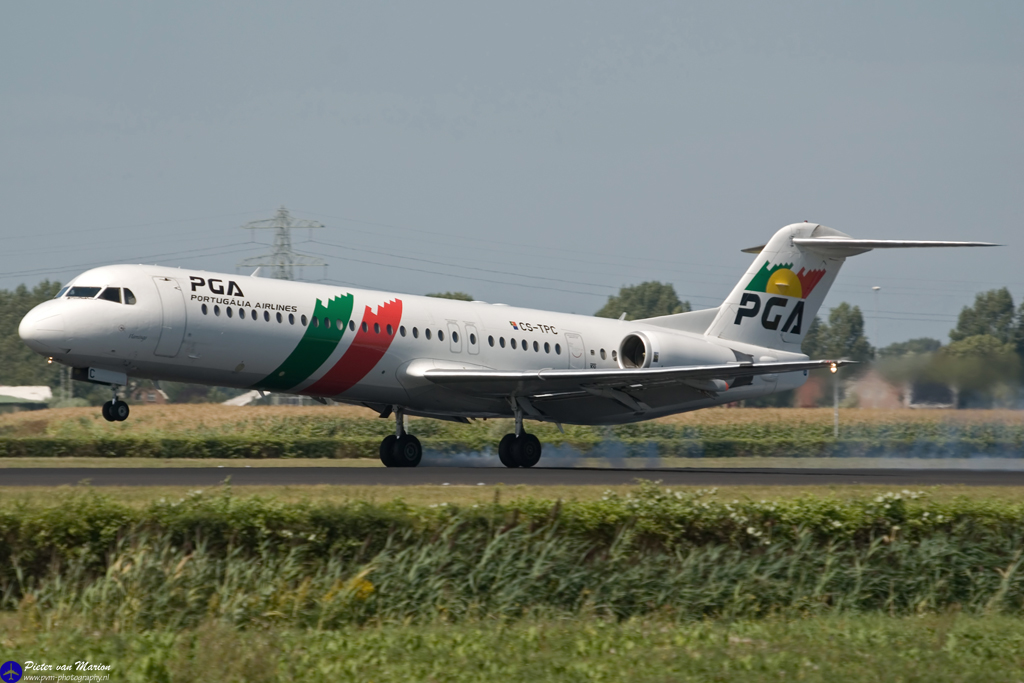
Fokker 100
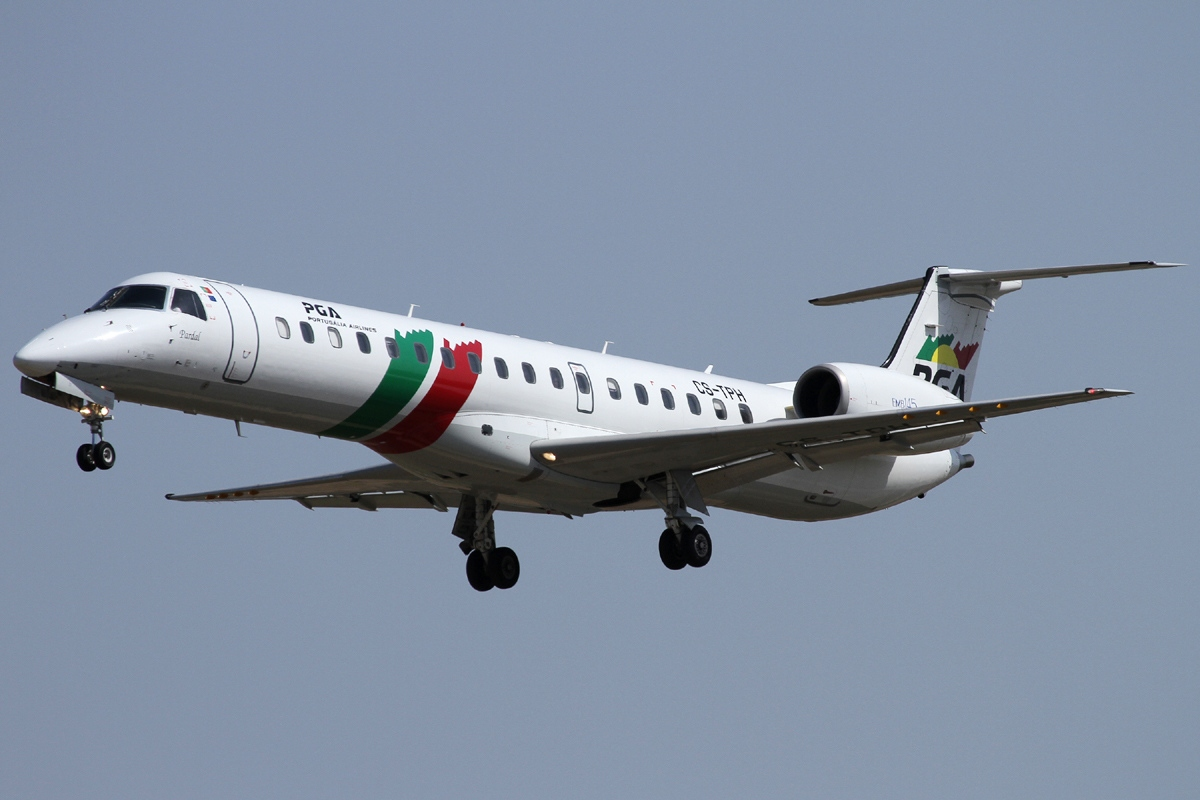
Embraer E-145

Em 2001 a Portugália foi eleita pela Skytrax, uma empresa inglesa dedicada à qualidade de serviços na aviação, como a Melhor Companhia Aérea Regional da Europa, feito que repetiu nos anos seguintes, até 2006 (inclusive). Foi ainda galardoada com o Prémio Best Cabin Staff da Europa, da Skytrax, em 2005. Em 2017 a Portugália recebeu da ERA o prémio de Best Airline of Year.
Em Março de 2005, foi assinado um acordo de parceria entre a PGA e a Air Europa. Na sequência deste acordo, a Air Europa, passou a incluir o seu código em todos os voos operados pela Portugália entre Portugal e Espanha. O código da PGA passa por sua vez a figurar nos voos operados pela Air Europa com destino às ilhas Baleares, Canárias, Santiago de Compostela, Roma e Varsóvia.

### Integração no Grupo TAP
A 6 de Novembro de 2006 foi anunciada a compra pela TAP Air Portugal de 99,81 por cento do capital da Portugália à Espírito Santo International por 140 milhões de euros. A 5 de Junho de 2007 a Autoridade da Concorrência anunciou que autorizava a compra, mediante o cumprimento de um conjunto de condições. A PGA assume igualmente um novo modelo de negócio, deixando de trabalhar autonomamente no mercado regional, para passar a trabalhar dentro de uma lógica de grupo com a companhia-mãe TAP Portugal. A Portugália passa assim a operar como feeder-defeeder do Grupo TAP.

### Renovação da frota
Em Janeiro de 2016 foi anunciado pela TAP Portugal a mudança e consequente extinção da marca PGA - Portugália Airlines sendo esta substituída pela nova marca TAP Express. A TAP Express utiliza a estrutura da anterior Portugália, substituindo as aeronaves Fokker 100 e Embraer 145 por novos aviões Embraer 190/5, tendo a renovação da frota sido concluída em Julho de 2016.
Em conjunto com esta renovação de frota, foi introduzido um novo serviço denominado Ponte Aérea, que oferece um vaivém aéreo entre Lisboa e Porto com 16 voos diários de ida-e-volta e na qual a Portugália opera os Embraer 190/5, em conjunto com os ATR-72 ao serviço da White Airways e Airbus A320 da TAP.
O último voo operado por um Fokker 100 da Portugália foi ao serviço da ponte aérea entre Lisboa e Porto e ocorreu no dia 29 de novembro de 2016.

### O regresso do NI
Em abril de 2020, 13 anos depois da Portugália ter sido comprada pela TAP, após um período de trabalho intenso, a Companhia volta a ter voos com o seu próprio código. A rota LIS/PXO/LIS marca assim o regresso do call sign NI numa aposta do Grupo no mercado dos voos charter em que a Portugália desempenha um papel primordial, passando a Companhia a disponibilizar todo o seu know-how nesta área de fretamento ao mercado em geral.

## Destinos
Até Junho de 2007, a Portugália efetuava voos para os seguintes destinos:
- Voos Domésticos: Lisboa, Porto e Funchal.
- Voos Internacionais: Corunha, Barcelona, Bilbao, Lyon, Madrid, Málaga, Marselha, Milão, Nice, Paris, Roma, Sevilha, Toulouse, Genebra e Zurique.

## Frota

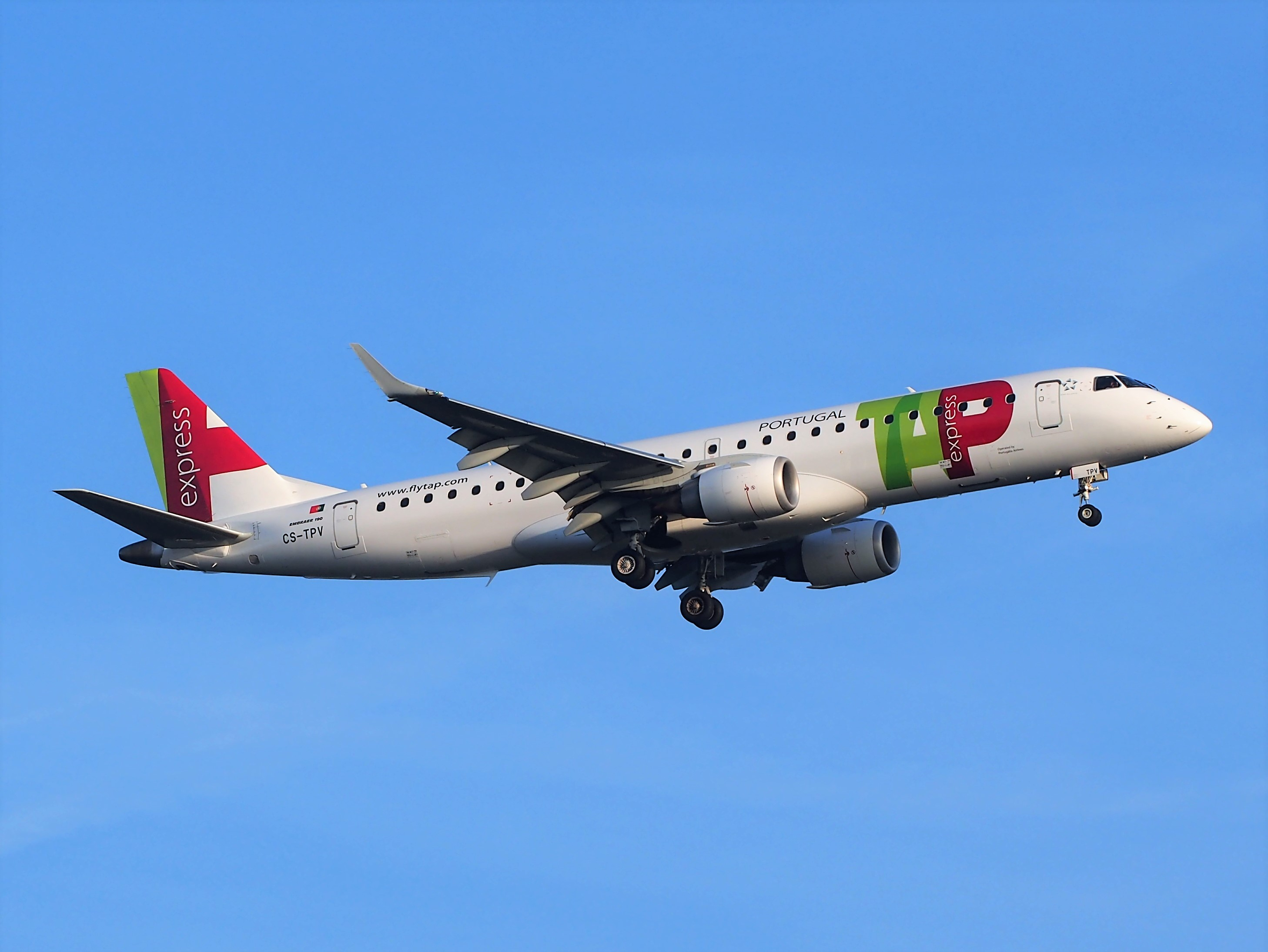
Embraer E-190 a aterrar no Aeroporto de Amesterdão-Schiphol

A Portugália opera atualmente 9 aviões Embraer 190 e 4 Embraer 195 sob a marca TAP Express.
| Aeronaves                 | Total | Encomendados | Passageiros (Executiva/Económica) | Rotas                            | Notas                                           |
| ------------------------- | ----- | ------------ | --------------------------------- | -------------------------------- | ----------------------------------------------- |
| Embraer E-190             | 9     | 0            | 106                               | Voos Domésticos e Internacionais | Voos operados pela Portugália sob a TAP Express |
| Embraer E-195             | 4     | 0            | 118                               | Voos Domésticos e Internacionais | Voos operados pela Portugália sob a TAP Express |
| Número total de aeronaves | 13    | 0            |                                   |                                  |                                                 |

Em comemoração dos 72 anos da TAP Air Portugal em Março de 2017, a frota regional da TAP Express, no qual se incluem os Embraer E-190/5 operados pela Portugália, foi batizada com os nomes dos distritos e regiões autónomas de Portugal. 